# Lista locurilor care au primit numele lui Stalin
Pe vremea conducerii lui Stalin, multe locuri, în special orașe din Uniunea Sovietică sau din alte țări comuniste, au fost numite sau redenumite cu numele lui ca parte a cultului personalității. Cele mai multe dintre aceste locuri au revenit la numele lor precedente la scurtă vreme după moartea lui Stalin din 1953, sau după începerea destalinizării în 1961.
O regiune îndepărtată din Districtul Sudbury, Ontario – Canada a fost numită Regiunea Geografică Stalin până în 1986, când o hotărâre a Adunării Legislative din Ontario a redenumit-o ca Regiunea Geografică Hansen, după numele atletului paraplegic Rick Hamsen.
- Orașul Stalin, numele oficial al orașului Brașov între 8 septembrie 1950 și 24 decembrie 1960
- Qyteti Stalin, 1950-1990 — Kuçova, Albania
- Stalin, 1949-1956 — Varna, Bulgaria
- Stalinabad, 1929-1961 — Dușanbe, Tadjikistan
- Stalingrad, 1925-1961 — Volgograd, Rusia
- Stalingrad — Karviná-Nové Město lângă Ostrava, Republica Cehă
- Staliniri, 1934-1961 — Tskhinvali, Georgia
- Stalino, 1924-1961 — Donețk, Ucraina
- Stalinogorsk, 1934-1961 — Novomoskovsk, Rusia
- Stalinogród, 1953-1956 — Katowice, Polonia
- Stalinsk, 1932-1961 — Novokuznetsk, Rusia
- Stalinstadt, 1953-1961 — Eisenhüttenstadt, Germania Răsăriteană
- Sztálinváros, 1951-1961 — Dunaújváros, Ungaria

## Alte locuri
- Regiunea Stalin, Republica Populară Romînă
- Raionul I. V. Stalin, București (1951-1962; în prezent sectorul 1), Republica Populară Romînă[1]
- Regiunea Geografică Stalin, înainte de 1986 — Regiunea Geografică Hansen – Ontario, Canada
- Pik Stalina (Vârful Stalin), 1932-1962 — Vârful Ismail Samani, Tadjikistan
- Stalinov štít (Vârful Stalin), 1949-1959, Cehoslovacia

## Întreprinderi și instituții
- Colhozuri și sovhozuri în RSSM (după 1948):
  - Colhozul Stalin din s. Căzănești și Vadul-Leca, Telenești

## Articole înrudite
- Lista locurilor care au primit numele lui Lenin
- Lista locurilor care au primit numele lui Tito
- Lista locurilor care au primit numele unei persoane